# شارون لافي
شارون لافي (1 يونيو 1987 في إسرائيل - ) هو لاعب كرة قدم إسرائيلي في مركز الدفاع. لعب مع هبوعيل حيفا وIroni Nesher F.C. ‏ ومكابي إيروني كريات آتا ‏ وIroni Tiberias F.C. ‏ وMaccabi Tzur Shalom F.C. ‏.

## وصلات خارجية
- شارون لافي على موقع قاعدة بيانات كرة القدم.إي يو (الإنجليزية)